# Чхой Ин Кьон (хокеїстка на траві)
Чхой Ин Кьон (23 вересня 1971) — південнокорейська хокеїстка на траві.
Срібна призерка Олімпійських Ігор 1996 року.